# Brachyinsara magdalenae
Brachyinsara magdalenae är en insektsart som beskrevs av Rehn, J.A.G. och Morgan Hebard 1914. Brachyinsara magdalenae ingår i släktet Brachyinsara och familjen vårtbitare. Inga underarter finns listade i Catalogue of Life.